# 吴林焕
吴林焕（1915年—1979年），中国人民解放军将领、中国人民解放军开国少将。
曾任空军第5军副军长。1955年，授予中国人民解放军少将。